# راين (لش)
راين (بالألمانية: Rain, Swabia) هي بلدة ألمانية تقع في ألمانيا في Donau-Ries.

## أعلام
- يوهان باير
- بيرند ماير